# Бранч (окръг, Мичиган)
Окръг Бранч (на английски: Branch County) е окръг в щата Мичиган, Съединени американски щати. Площта му е 1313 km², а населението - 45 787 души (2000). Административен център е град Колдуотър.